# Borneo-Orang-Utan
Der Borneo-Orang-Utan (Pongo pygmaeus) ist eine Menschenaffenart. Zusammen mit dem Sumatra-Orang-Utan und dem 2017 beschriebenen Tapanuli-Orang-Utan bildet er die Gattung der Orang-Utans. Er ist auf Borneo endemisch.

## Merkmale

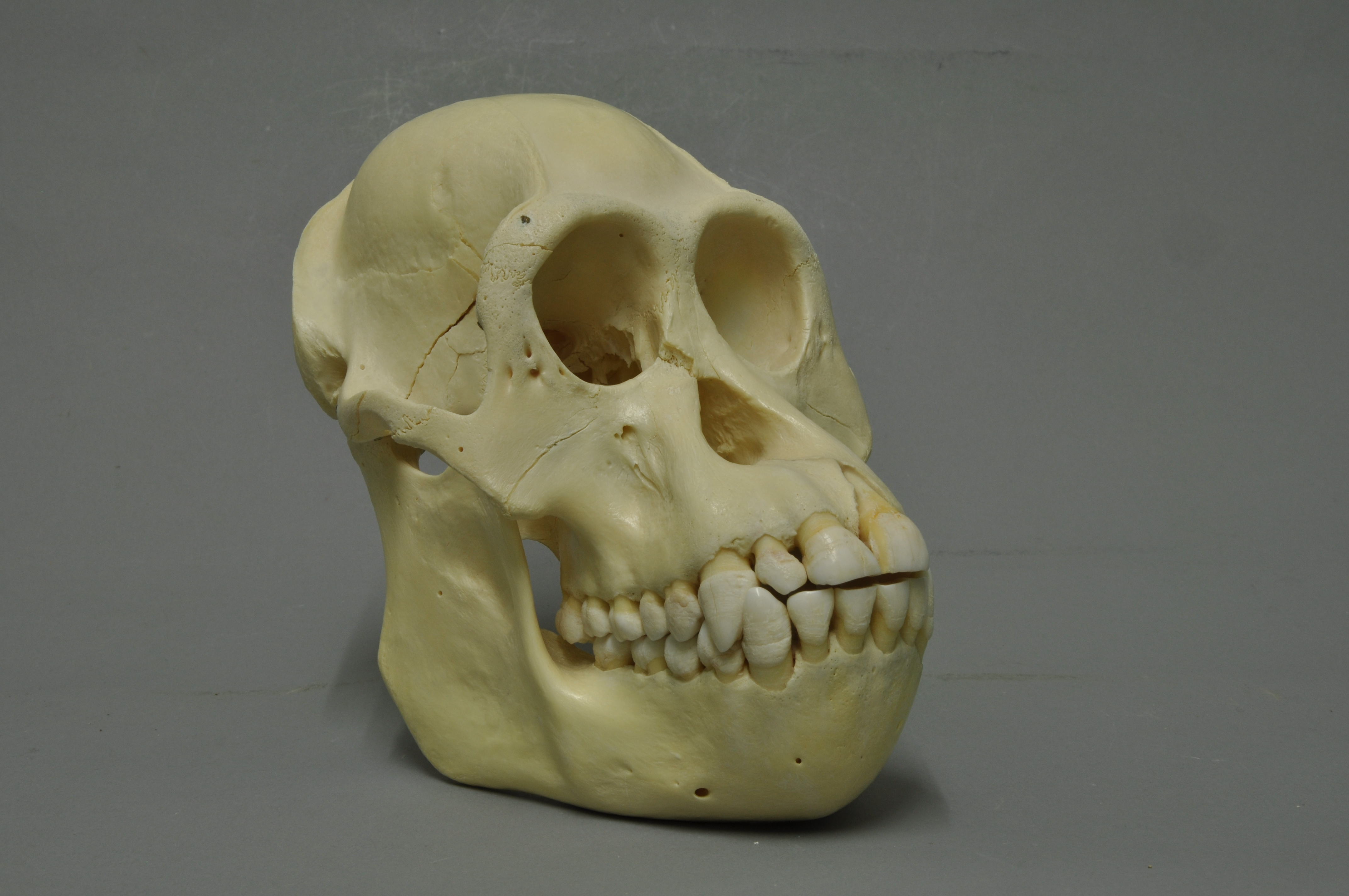
Schädel (Sammlung Museum Wiesbaden)

Borneo-Orang-Utans teilen mit ihren sumatranischen Verwandten den an eine baumbewohnende Lebensweise angepassten Körperbau: die Arme sind sehr lang, die Hände hakenförmig, der Daumen kurz und nahe an der Handwurzel lokalisiert, die Beine kurz und beweglich und die Füße handähnlich. Sie sind allerdings etwas stämmiger gebaut und schwerer als die Sumatra-Orang-Utans. Weitere Unterschiede liegen im längeren Fell, das dunkler und bräunlicher gefärbt ist, und in den Backenwülsten insbesondere der älteren Männchen: Diese wachsen nach außen und sind nahezu unbehaart. Darüber hinaus ist der Bart meist kürzer und der Kehlsack der älteren Männchen größer. Mit bis zu 90 Kilogramm sind die Männchen deutlich schwerer als die Weibchen, die bis zu 50 Kilogramm erreichen.

## Lebensweise
Borneo-Orang-Utans sind tagaktive Waldbewohner, zur Nachtruhe errichten sie ein Blätternest, das in der Regel nur einmal verwendet wird. Sie klettern langsam mit allen vier Gliedmaßen oder schwingen auf den Ästen. Insbesondere Männchen unternehmen auch Streifzüge am Boden – deutlich mehr als ihre sumatranischen Verwandten, was am Fehlen der Tiger auf Borneo liegen könnte.
Sie sind meist allein anzutreffen und einzelgängerischer als Sumatra-Orang-Utans. Männchen und Weibchen versuchen, feste Territorien zu etablieren, insbesondere jüngere Tiere verbringen ihr Leben aber als „Wanderer“, die ohne Revier ständig umherstreifen. Werkzeuggebrauch ist bei ihnen deutlich seltener als bei ihren sumatranischen Verwandten.
Borneo-Orang-Utans sind Pflanzenfresser, die sich vorwiegend von Früchten, aber auch von Blättern, jungen Trieben und Baumrinde ernähren.

## Systematik
Wurden früher die Orang-Utan-Populationen aus Sumatra und Borneo als Unterarten einer Art zusammengefasst, so werden sie heute aufgrund von Unterschieden im Körperbau und Lebensweise als drei getrennte Arten angesehen. Der Borneo-Orang-Utan wird in zwei oder drei Unterarten aufgeteilt: Pongo pygmaeus pygmaeus im Nordwesten der Insel, P. p. morio im Nordosten und Osten (diese Unterart wird allerdings manchmal mit pygmaeus zusammengefasst) sowie P. p. wurmbii im Südwesten. Die Unterarten unterscheiden sich im Schädelbau.

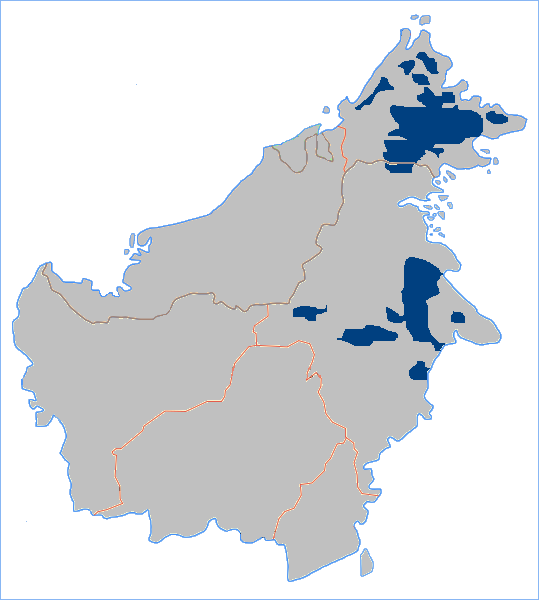
Verbreitungsgebiet von P. p. morio
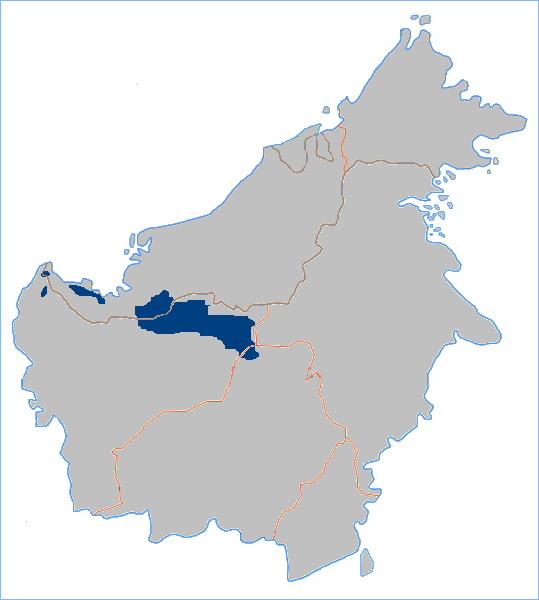
Verbreitungsgebiet von P. p. pygmaeus
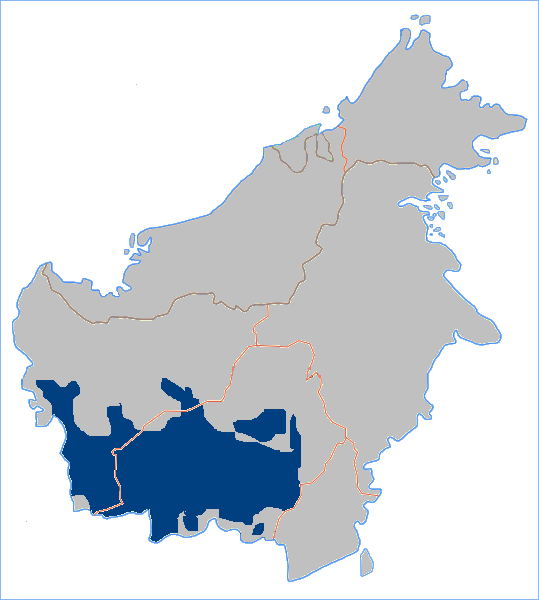
Verbreitungsgebiet von P. p. wurmbii

## Bedrohung und Schutz

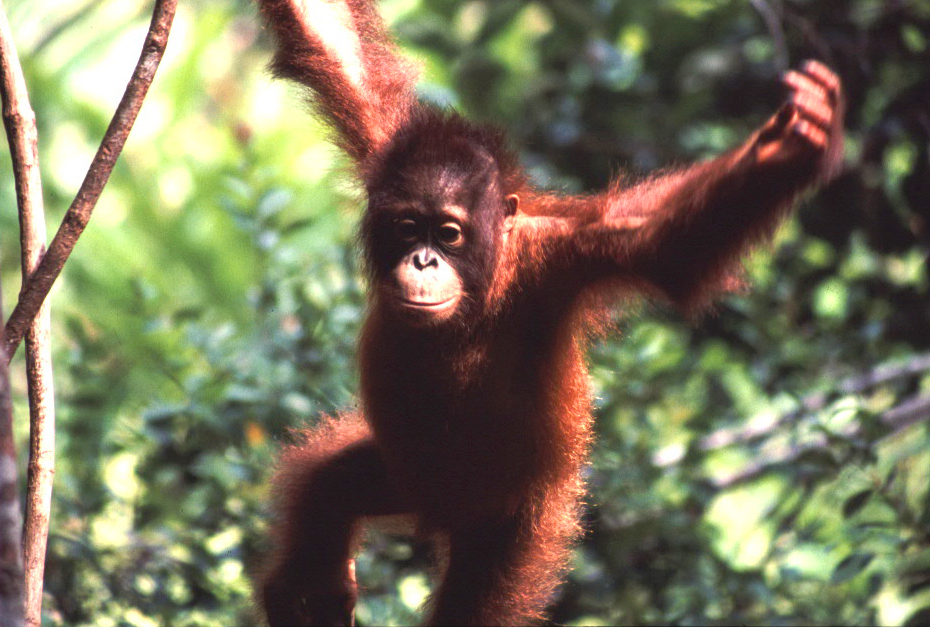
Junger Orang-Utan in einer Station in Borneo

Das Schrumpfen des Lebensraums des Borneo-Orang-Utans von 1930 bis 2004

Der Borneo-Orang-Utan zählt zu den bedrohten Arten. Hauptgrund dafür ist der Verlust seines Lebensraumes: Die Wälder werden zur Holzgewinnung oder zur Errichtung landwirtschaftlicher Flächen (etwa für Palmöl) in großem Ausmaß gerodet. Ihr Verbreitungsgebiet ist daher stark verkleinert und zerstückelt. Hinzu kommen die Bejagung und der illegale Handel mit Jungtieren, die als Haustiere gehalten werden. Verschärft werden diese Faktoren durch die langsame Reproduktionsrate der Tiere: So bringt ein Weibchen nur alle vier bis acht Jahre ein Jungtier zur Welt.
Insgesamt ist die Art aber noch häufiger als der Sumatra-Orang-Utan. Schätzungen über den Gesamtbestand sind schwierig und reichen von 15.000 bis 44.000 Tiere. Die IUCN listet die Art seit 2016 als vom Aussterben bedroht (critically endangered).
Die Borneo Orangutan Survival Foundation, kurz BOS, unterhält zwei Auswilderungszentren, Wanariset in Ost- und Nyaru Menteng in Zentralkalimantan auf Borneo, sowie das Aufforstungsprojekt Samboja Lestari, in dem naturnaher Regenwald als Lebensraum für bis zu 2000 Orang-Utans und andere auf Borneo heimische Arten entstehen soll. Weitere Schutzgebiete und -zentren befinden sich unter anderem in den Nationalparks Gunung-Palung, Tanjung-Puting und Kutai (alle indonesischer Teil) sowie im Sepilok Rehabilitation Centre bei Sandakan und der Danum-Valley-Conservation-Area in Malaysia. In den 1990er-Jahren wurden von der Borneo Orangutan Survival Foundation 350 Orang-Utans in das Schutzgebiet des Meratus ausgewildert. Dort betreiben die Organisationen fans for nature, Faszination Regenwald e. V./Ulmer Initiative zur Rettung der Orang-Utans und die Borneo Orang-Utan-Hilfe ein gemeinsames Schutzprojekt.